# Usos y costumbres en la corte de Versalles

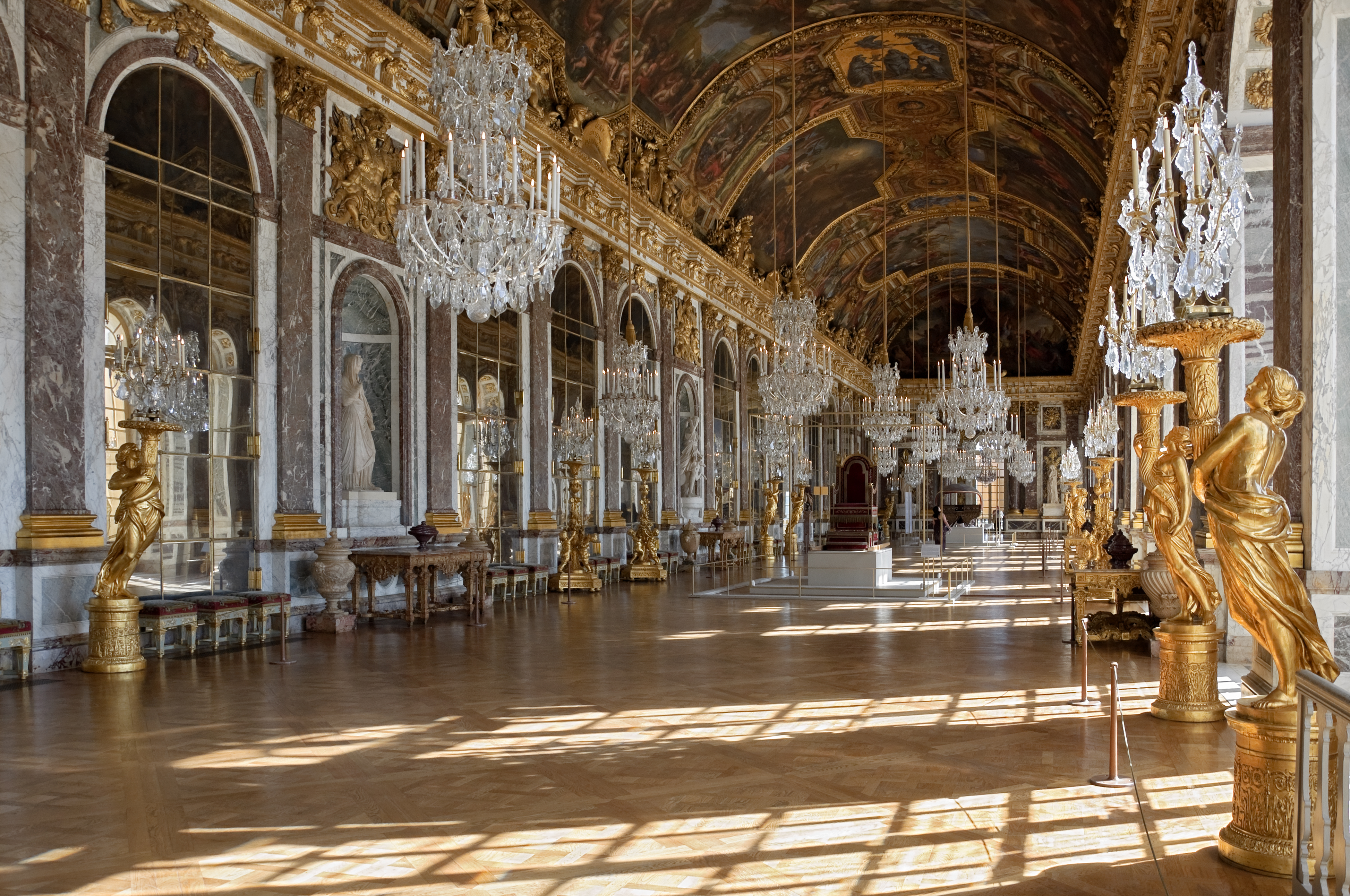
Galería de los Espejos del palacio de Versailles.

En la corte del palacio de Versalles, era de suma importancia la etiqueta. Cada encuentro estaba sujeto a códigos y precedencia. El rey Luis XIV los respetó y se aseguró de que su séquito lo imitara. En el pequeño universo del palacio, cada uno buscó aumentar sus prerrogativas asegurándose de que ningún otro se elevara por encima de las suyas, se espiaban y reinaba la celosía.
La etiqueta versallesca perduró hasta fines del reinado del rey Luis XVI.

Europa debe su cortesía y el espíritu de su sociedad a la corte de Luis XIV. (Voltaire).

## Una jornada del rey Luis XIV
« Con un almanaque y un reloj, a trescientas leguas de aquí podían decir lo que estaba haciendo.» (Saint-Simon).

### El pequeño amanecer
- 8 h : Hora del pequeño amanecer (petite lever), el primer ayuda de cámara, que pasó la noche al pie del dosel del rey en una cama extra, se le acerca y murmura: "Señor, es la hora". Luego siguen los primeros cirujanos que examinan al rey. Entra el primer caballero de la habitación del rey. Abre la cortina de la cama. Seis personas, los criados, ya habían entrado en la habitación.
- 8 h 15 : Es la "entrada familiar" por el sector posterior de los miembros de la familia real (colaterales pero no primos[3]), príncipes de sangre, el primer médico, el primer cirujano, el primer valet de cámara. Luego entran las "grandes personalidades", los oficiales de la corona, el gran chambelán, el gran maestro del vestuario, el primer ayuda de cámara y algunos señores que el rey quiere honrar. Los otros tres caballeros de la sala y los tres primeros ayuda de cámara también podían participar. En ese momento había al menos 22 personas en la sala. El primer valet de cámara deposita unas gotas de alcohol en las manos del rey. El Gran Chambelán presenta la fuente de agua bendita. Luis XIV se persigna. Todos los asistentes se dirigen a la sala del consejo. Un capellán los está esperando. El servicio dura un cuarto de hora; el rey lo sigue desde su cama. Luego se presentan el peluquero y el ayuda de cámara del salón de pelucas. El rey elige una peluca y se levanta de la cama, se pone las pantuflas, la bata y se sienta en un sillón. El Gran Chambelán le quita la gorra de dormir. El primer barbero comienza a peinarlo. El monarca se afeitaba solo una vez vestido, cada dos días. El pequeño amanecer ha terminado.

### El gran amanecer
- 8 h 30 : Entran el médico y el cirujano ordinario, el mayordomo y el controlador de los cubiertos, el primer valet del armario de la ropa, luego los "caballeros encargados de negocios". El rey se acomoda en su "silla de negocios" y el barbero termina de peinarlo y ajustar la peluca, que era más baja que la que usa durante el día.
- Entonces tiene lugar la "entrada a la sala": el gran capellán escolta a los capellanes de servicio trimestral, ministros, consejeros estatales, mariscales de Francia, el gran cazador, el gran louvetier, el gran maestro de ceremonias. El rey aprovecha la oportunidad para quitarse la bata, el maestro y el primer ayuda de cámara le quitan el camisón, uno la manga derecha y el otro la manga izquierda. Luego le colocan una camisa nueva que fue traída por un noble de Francia o el gran chambelán. Luego, el rey se levanta de su silla para descansar y le ayudan a ajustar la parte superior; el gran maestro del guardarropa le da la espada al rey y le pasa el resto de su ropa: la chaqueta, el leotardo y la corbata.
- Entran ahora los « hombres de calidad », cada uno le da su nombre al ujier. Ahora había al menos 50 personas en la sala.

Después del Rey Sol (Luis XIV), bajo los reinados de Luis XV y Luis XVI, los soberanos ya no dormían en la "Cámara del Rey", que luego se convirtió en una "cámara de estado", prefiriendo refugiarse en sus aposentos privados o en las residencias reales de los alrededores, y obligando a los restantes a desplazarse para cumplir con el ceremonial del "Gran amanecer"  (y la de la "Gran puesta de sol") que se volvió así algo raro.

### El desayuno
- 9 h : el rey toma su desayuno : dos tazas de tisana o de caldo. Le ofrecen tres pañuelos, de los cuales toma dos. El relojero le da cuerda al reloj, el rey se arrodilla ante Dios y reza. Finalmente, se cambia la peluca y se dirige a su gabinete de trabajo.

### Ocupaciones durante la jornada

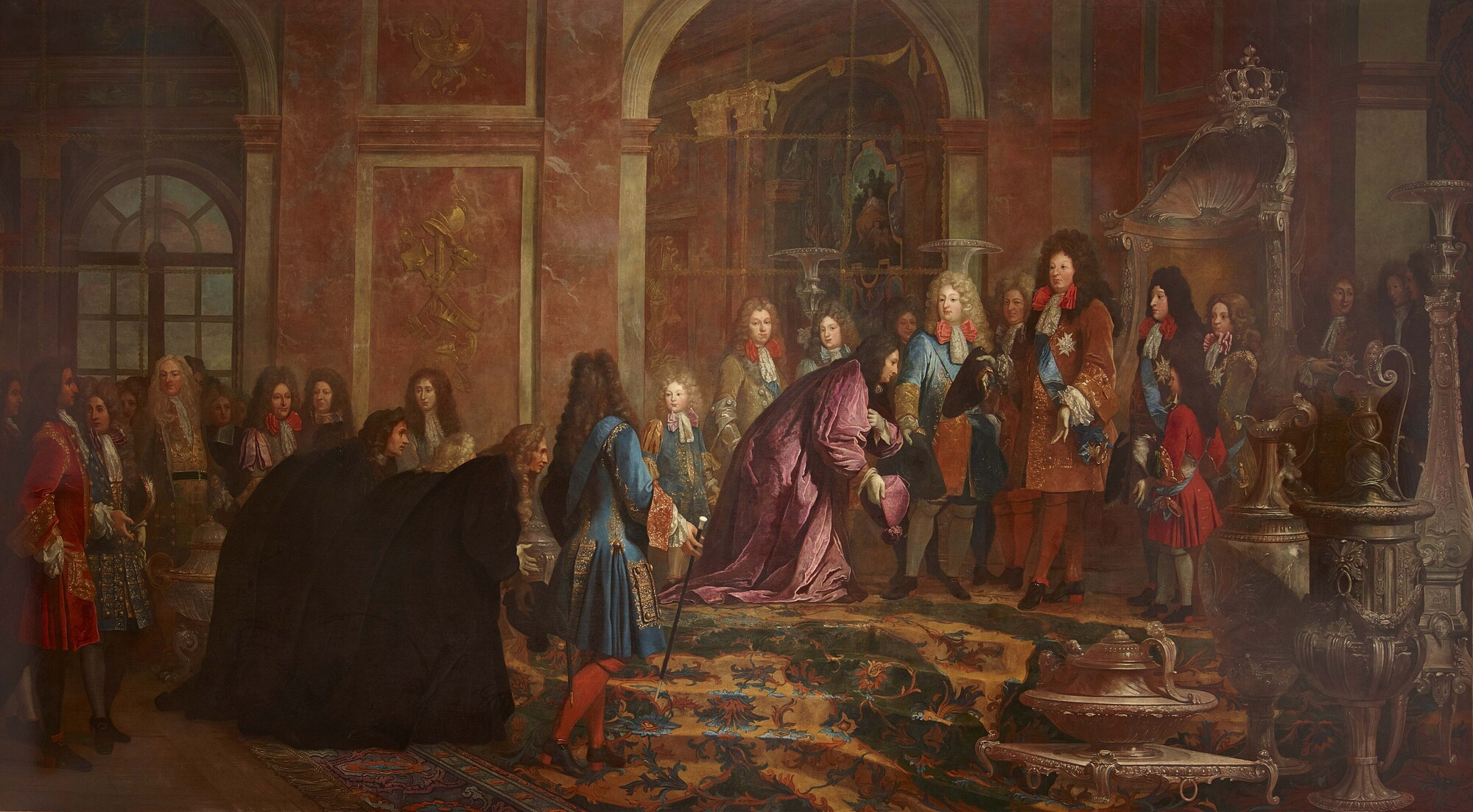
En la galería de los espejos, en 1685.

- 9 h 30 : Reunión con los ministros en el Consejo de Ministros donde se dan las órdenes para el día.
- 10 h : Misa. A su regreso, el rey pregunta sobre las peticiones. Estas son solicitudes escritas, que al comienzo de su reinado, Luis XIV lee personalmente. Todas las personas estaban habilitadas a formularlas.
- 11 h : El rey se reúne con sus consejos :
 - Los lunes y miércoles : Consejo de Estado, o « Consejo en lo Alto ».
 - El jueves : audiencia de los jardineros y los arquitectos.
 - El viernes : confesión. Este es un siglo de gran devoción. El rey, influido por Madame de Maintenon, se convierte en muy devoto. Todos los confesores fueron jesuitas (uno de los más conocidos es Père Lachaise). Parte el confesor, a veces convoca a sus músicos.
 - El sábado : Consejo de las Finanzas.
 - El domingo: el más importante, se debaten los tema más graves.
- 13 h : Almuerzo en el « Petit Couvert » donde solo a su hermano le está permitido sentarse.
- 14 h : Regreso a la oficina para cambiarse. Luego cazar o caminar. El rey sale todos los días. Luego que en 1684 se rompió el brazo dejó de cazar a caballo, pero maneja hábilmente un carruaje descubierto. El rey adora sus jardines. Escribe una guía para visitarlos mejor. En su paseo, Le Notre o Mansart le acompañan, a quienes hace muchas preguntas. O acompaña a las damas al Trianon o a Marly.
- 17 h : Regreso. Cambio de ropa y "saludo" en la capilla.
- 19 h : Aposentos. Este es el nombre de las actividades que se desarrollaban en los Grandes Aposentos. Se juega a las cartas, al billar, allí también se baila.
- 22 h : Cena en el "Grand Couvert" donde se invita a miembros de la familia real.
- 23 h : Acostarse para dormir. Mismo ceremonial que para levantarse (versión abreviada, sin embargo), agregado de la ceremonia del candelabro donde día tras día cambiaba el afortunado destinatario que tenía el honor de sostener el candelabro del rey

## Las tardes en los aposentos
Las tardes en los aposentos se realizaban varias veces por semana de 19 a 22 horas, y no solo las tardes de los lunes, miércoles y jueves como por lo general se interpreta. El juego ocupaba un sitio importante en la corte. En invierno, el juego constituía una de las principales actividades además de la conversación. Se estableció una diferencia entre los juegos de azar (baset, lansquenet, joc, trou-madame…), en principio prohibidos, y los juegos de bazas (piquet, trictrac, whist…), que apelan a la inteligencia del jugador. Los juegos en boga evolucionaron a lo largo de los reinados: 
- El joc hacia 1675,
- El lansquenet en 1695,
- El brelan,
- María Leszczyńska era muy aficionada al biribí.

Ciertos recintos fueron especialmente acondicionados :
- El Billar, instalado en el salón de Diana por Luis XIV,
- El salón de Mercure, reservado para que jugara la familia real,
- El salón de juegos, mandado a construir en 1774 por Luis XVI.

Gran aficionado al billar (su médico lo había recetado para facilitar su digestión), Luis XIV tenía sus compañeros de juego (incluido su ministro Michel Chamillart); un día, cuando uno de sus tiros parecía cuestionable, el rey se volvió hacia el duque de Gramont y le preguntó qué pensaba al respecto:

Inútil, Señor su Majestad ha perdido

¿Cómo puedes decidir en mi contra antes de saber ?

Hé ! Señor, ¿no ve que si la cosa fuera dudosa, todos estos caballeros se habrían apresurado a darle una oportunidad? !

En otros lugares, los juegos de cartas se jugaban con apuestas, lo que permitía al rey mantener a la nobleza bajo su pulgar rescatándolas si perdían y convirtiéndolas en sus deudores. Algunos gritaban, otros blasfemaban y golpeaban la mesa, toda la sala era un gran barullo. Ciertos jugadores, como por ejemplo el marqués de Dangeau, acumularon parte de su fortuna jugando.
En época de Luis XIV, por lo general se bailaba durante las tardes de aposento.

## El cuarto de menesteres
A los titulares de una patente comercial se les otorgó el derecho de ver a Luis XIV en su "silla de menesteres". En otras palabras, pagaban 60 000 escudos o incluso 100 000 para encontrarse con el rey en su silla perforada ocupado en aliviar su intestino. El rey se puso en esta situación más por ceremonia que por necesidad. Parece que este uso simboliza la accesibilidad al Rey por parte de todos. El titular de la silla de menesteres había adquirido su lugar por 20 000 libras para ser sucedido por su hijo. Su salario era de 600 libras, ni alimentado ni lavado. Su papel era ocultar las defecaciones reales. No menos de 200 sillas de menesteres fueron distribuidas en el palacio. En esa época, se consideraba importante conocer el estado de las heces, los médicos creían que los estados de ánimo alteraban el estado interno. Bajo Luis XV, los modales cambiaron y el rey se encerró en su "cuarto de menesteres".

## Higiene

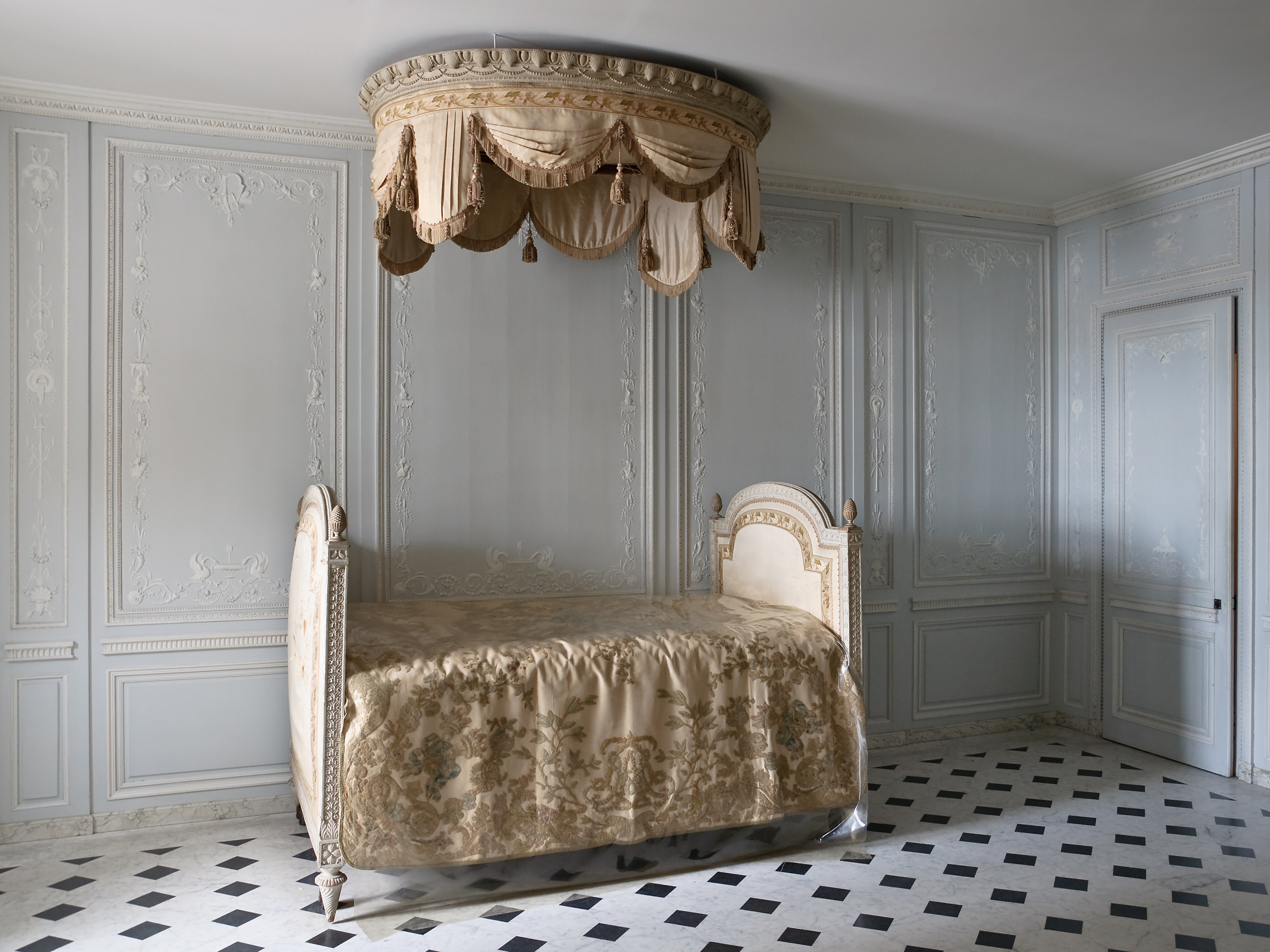
Sala de baño de María Antonieta.

En el siglo XVII los cortesanos no contaban con comodidades comparables a las disponibles en la actualidad.
El palacio estaba invadido por numerosos malos olores, de distinta naturaleza :
- los caballos que habían galopado y la transpiración de sus jinetes.
- las cabras o vacas que fueron llevadas a los aposentos de las princesas para la leche..
- los cortesanos acurrucados que desconfiaban del agua caliente que la Facultad consideraba un agente propagador de enfermedades.

Para disimular los olores fuertes, se recurría a perfumar con aromas de patchouli, almizcle, civeta, nardo, etc. La difusión de los perfumes se realizaba mediante :
- fuelles y vaporizadores
- pastillas para quemar.
- recipientes con agua de mil flores.
- guantes perfumados.

Las jóvenes enmascaraban su mal aliento con plantas aromáticas tales como canela, clavo de olor, hinojo, menta, mejorana, tomillo, poleo, flor de lavanda o dulce. Madame de Sévigné describió el aseo de la duquesa de Bourbon, que se estaba rizando y empolvando mientras comía: "... los mismos dedos sostienen alternativamente el mechón y el pan en la olla, se come el polvo y se engrasa el cabello; todos juntos hacen un muy buen almuerzo y un peinado encantador... ". Los polvos estaban escondidos en polveras o en bolsitas que llevaban entre sus prendas.
Luis XIV instaló un cuarto de baño en 1675 en la planta baja del palacio. Al final de su vida, el rey, apodado el "dulce florecer", se perfumaba con azahar y era necesario tener cuidado al acercarse a él, no fuera cosa que le llegara a sus fosas nasales un perfume que él no podía soportar.
Según los guías y especialistas en Versalles, el rey se lavaba todos los días, a la tarde al regresar de la caza. Los baños tenían dos bañeras: una para enjabonar y la otra para enjuagar. El rey recibía durante sus baños. Las tinas estaban hechas de cobre, forradas con lino para no irritar la piel. Dos grifos para agua fría y caliente estaban conectados a un enorme tanque alimentado por valets todos los días. En tiempos de Luis XIV, el agua tenía mala reputación (por lo que prefería que su higiene consistiera en frotar el cuerpo con un paño seco o empapado en vinagre o alcohol, lienzo, mientras que Luis XV se frotaba con un pan de Marsella), pero el palacio tenía múltiples baños; Luis XV había demolido más de la mitad para agrandar la habitación de su hija. El agua era extremadamente caliente, uno descansa del "cansancio del baño" en otra habitación, la "habitación de los baños" en la que el rey era masajeado y depilado. El cabello no debe ser mojado; el mismo es rizado con hierro, peinado para desengrasarlo. A veces no hay suficiente tiempo para el peinado, así que utilizan la peluca. Los hombres se bañan desnudos, las mujeres tienen una camisa especial.
Las mujeres también reciben durante el baño mediante sus criadas, las "bañistas" que preparan el "baño de la modestia" (bolsitas de polvo de almendras, cáscara de naranja, baño perfumado de raíces de iris y suavizante de telas). Por ejemplo la bañera de cobre de María Antonieta, posee tres cojines rellenos de hojas de plantas, uno para sentarse y los otros dos para frotar. Lo toman por la mañana, el ceremonial del baño puede durar cuatro horas para la reina. Esta es una oportunidad para tomar clases de idiomas, para lo cual traen un maestro. El baño no es un momento de completa relajación. Por esa época no existe el desayuno, por lo que las personas suelen tomar una taza de líquido caliente durante el baño. María Antonieta tomaba té de limón. Las mujeres tampoco se mojan el cabello, a veces las peinan durante horas para desengrasarlas. Durante el baño, el cabello es envuelto con un lienzo más o menos voluminoso llamado Charlotte. Los baños son habitaciones pequeñas y estrechas, armarios cuya puerta se encuentra mimetizada en las paredes de la habitación.
Las virtudes del agua fueron mucho menos reconocidas en los siglos XVI y XVII que en la época de Luis XVI. El agua supuestamente era portadora de enfermedades; algunos cortesanos no tenían acceso a un baño todos los días. Entonces la gente practicaba el baño seco; se cambiaban de ropa de seis a ocho veces al día.

## Moda

### Moda masculina de Luis XIV
A comienzos del reinado, la moda masculina alentada por Luis XIV, a menudo cambiaba, con más frecuencia que la moda femenina. Usaban cintas, hasta 300 alisos y también joyas.
El rey bailaba pintado de rojo y rosa. Los hombres lo imitaron poniendo pequeños trozos de tafetán cortados en cometas, estrellas o lunas. 

Los hombres también usaban caderas falsas, pantorrillas falsas con medias, tablillas para rectificar los hombros caídos, pero también usaban zapatos de tacón alto para evitar ensuciarse mientras caminaban por las calles embarradas de las ciudades.
El justaucorps à brevet
Era un vestido bordado con oro y plata. En la época de Mademoiselle de La Vallière, Luis XIV lo distribuyó a quienes lo habían acompañado desde Saint-Germain a Versalles. Es un honor llevar uno; un honor que no da derecho a nada.
Las pelucas
Luis XIV tenía un cabello muy hermoso, pero a partir de los 20 años (después de la fiebre tifoidea que le hizo perder el cabello), tuvo que usar peluca. Sin embargo, se negó a que lo pelaran por completo. Unos orificios en la peluca hicieron posible mezclar lo real con el cabello falso sin que apareciera. Monsieur Binet, el fabricante de pelucas del rey, vivía en la rue des Petits-Champs en París (actualmente en el distrito 2). El realiza creaciones tan extravagantes que nació la expresión "tener una binette divertida". Los fabricantes de pelucas tenían escuadrones de cortadores de pelo que viajaban por las provincias para comprar, o incluso para afeitar a los muertos. Los más estimados vinieron del norte. "Tomaría todas las cabezas del reino para ayudar a Su Majestad", dijo Binet.
Los tacones rojos
En 1662, el hermano del rey, regresando del Carnaval en el mercado de los Inocentes en París, crea involuntariamente una nueva moda en la corte. Los tacones de sus zapatos se pusieron rojos, manchados de sangre, por ello en los días subsiguientes los nobles de la corte adoptan los tacos rojos para sus zapatos.

### Moda femenina
Durante mucho tiempo, las mujeres fueron vestidas por hombres sastres, pero las costureras finalmente fueron reconocidas. Las más conocidas eran Madame Villeneuve y Madame Charpentier.
La moda femenina, a menudo fue dictada por las amantes reales. Las damas gastaron generosamente en sus atuendos y exhibieron sus riquezas en la confección de sus faldas hechas de oro brocado, damasco, satén, terciopelo, todo sobrecargado con encajes, pasamanería, de pretintailles (recortes de telas que sirven como adorno en la ropa de las mujeres). Las falbala (adorno) (bandas de tela reunidas en ancho que llenaban las confecciones femeninas) aparecieron a 1676 y los deshabilles, en el sentido de vestidos simples hacia 1672
Las piezas principales de la vestimenta femenina consistían en vestidos o faldas acompañadas de corsés, y una cantidad impresionante de telas, piezas de tela, de encaje que uno se fijaba en el día con alfileres. La falda de arriba era ancha y mostraba otras faldas más estrechas que se usaban debajo. La primera se llamaba "modesta", la segunda era el "bribón" y la última se llamaba "secreta". Las dos faldas de abajo estaban hechas de tabis (una especie de muaré de seda) o tafetán, la de arriba estaba confeccionada con terciopelo, satén, seda y otros muarés. Esta última falda se levantaba ligeramente hacia un lado para descubrir la segunda y se extendía en un final que se llamaba "abrigo" o "cola" o "tren". Esta cola determinaba, según su longitud, el rango de una mujer. Por lo tanto, una duquesa tenía una cola de cinco aunes (120 cm = 1 aune), una princesa de sangre noble seis aunes, una nieta real de siete aunes, una hija Francia de nueve aunes, y el máximo era para la reina, que su vestido podía tener un tren de once aunes.
El corsé era una especie de faja, que se ajustaba al pecho desde la parte inferior de los senos hasta la última costilla, finalizando en el vientre y apretado en la cintura. Si bien resaltaba la figura femenina, causó accidentes cuando se le apretaba demasiado. A veces era flexible a veces, y a veces rígido. El escote, era generoso, sugiriendo el nacimiento de los senos, la forma ovalada pertenece al "gran vestido", usado para que las ceremonias importantes, por ejemplo, mientras que la forma cuadrada pertenece al "vestido francés", más fantasioso. Las mangas eran cortas y a veces forradas de encaje. Por la noche, los vestidos estaban adornados con satén y otros brocados. El cuerpo escotado estaba apretado para hacer que la cintura fuera muy delgada. De ahí la incomodidad y el desmayo repetido de las mujeres de la corte. Hacia la década de 1630 había más de cincuenta tonos para medias de damas, los colores tenían nombres extravagantes tales como: "vientre de cierva", "viuda feliz", "fallecido" y "fóllame querido"...
Durante el siglo XVII aun se carecía de ropa interior. Los calzones que Catalina de Médici había logrado implantar en su corte fueron rápidamente abandonados, adquiriendo importancia solo durante la práctica de la equitación. Una mujer de clase estaba contenta con una enagua o una camisa fina de lino, adornada con encaje de Alençon, solo las cortesanas usaban ropa interior más variada. Antes y después de Catalina de Medici, la mujer de elevada y baja condición estaba completamente desnuda debajo de su ropa, y no fue sino hasta tres siglos después de los pantalones cortos que aparecen las bragas.
Son las amantes de Luis XIV las que inventan moda. Así, Madame de Montespan lanza el vestido para mujer embarazada. Un vestido largo sin cinturón que se llamaba "el inocente". Los peinados, muy prudentes hacia 1660 con el rizo a la "Sévigné", se convirtieron en verdaderas obras de arte, siguiendo las tendencias. La moda del "rizo a la Sevigne" fue suplantada por el "Hurluberlu", luego fue el turno del peinado "a la Fontanges". El "Sevigne" consistía en hacer rizos al estilo inglés y rulos en la frente. El "Hurluberlu", por otro lado, requería un gran sacrificio por parte de los amantes de la época, ya que era necesario cortar el cabello a cada lado de la cara en etapas en las cuales se hacían grandes rizos redondos. Terminado el peinado, se envolvía la cabeza con un pedazo de crepe o tafetán que se llamaba tocado. Este tocado debía combinarse con el resto de la vestimenta o ser negro. En este caso, se llamaba "oscuridad". En la parte superior del tocado, se colocaban dos conos, uno hecho de gasa y el otro de seda (las "barbas colgantes" son dos telas que bajan de la parte superior del tocado, tradicional entre las mujeres casadas).
Esta moda se eclipsó radicalmente en 1680 con la llegada del peinado estilo "Fontanges". Mademoiselle de Fontanges, entonces amante de Luis XIV, galopando con el soberano durante una partida de caza, se le enganchó el pelo en la rama de un árbol. Con un gesto rápido, ella se ató el cabello en la parte superior de la cabeza. El rey, deslumbrado por este arreglo, le pidió que no la cambiara. Al día siguiente, el estilo Fontanges estaba en la cabeza de todos. Una moda que iba a sobrevivir más de veinte años después de la muerte de la joven duquesa. Sin embargo, sufre algunas modificaciones al tomar giros extravagantes, recurrir a alambres y tomar alturas tan excesivas que las puertas deben ser modificadas por los cerrajeros. Encima de estas montañas de cabello se colocaron el tocado y las dos cornetas adornadas con encaje doblado, ya sea al estilo Jardiniere o el Marly. Entonces se podía distinguir estos peinados de mujeres con nombres tan extravagantes como: el décimo cielo, el ratón, el mosquetero o el firmamento... En cambio bajo la guía de Madame de Maintenon, la simplicidad y la austeridad eran de rigor.
Los peinados nuevamente se convirtieron en simples rodetes y se cubrieron con mantillas. Las vestimentas eran pesadas bajo grandes faldas de piel y las blusas estaban menos abiertas, cubiertas con un pequeño nudo. Una cantidad de accesorios se hizo indispensable, como los lunares falsos de tela. Según un código específico, y el estado de ánimo de la cortesana, una multitud de lunares falsos (o "moscas") con mensajes significativos estaban a su disposición. Existía una gran variedad de estos adornos, había "el apasionado" que se colocaba cerca del ojo, "el kisseuse" en la esquina de la boca, "Coqueta" en el labio, "la galante" en la mejilla, "descarado" en la nariz, o "juguetón" en el pómulo, "el discreto" en la barbilla, "el asesino" en la mejilla el ojo, "tierno" en el lóbulo de la oreja, y finalmente, "el majestuoso" en la frente.

#### El maquillaje
El rostro estaba cubierto de blanco. Se pensaba que los productos blancos producían una piel blanca. El blanco evocaba la virginidad y daba la ilusión de una cara pura, desprovista de manchas, cicatrices y enrojecimiento, manchas y dermatosis ocultas causadas por alimentos muy picantes y vinos embriagadores. La blancura de la tez también era un signo de ociosidad y, por lo tanto, de riqueza. Las mujeres también a veces se colocaban una cantidad impresionante de lunares (pequeños trocitos de tafetán negro dispuestos en la cara y destinados, entre otras cosas, a ocultar impurezas como granos, pequeños enrojecimientos, lunares...), siempre para resaltar la blancura de su tez. Las damas preciosas y blanqueada evitaban, durante las caminatas, el bronceado usando una máscara que mantenían con un botón entre los dientes, lo que evitaba la conversación.
Un color marca el apogeo de esta ilusión: el rojo. El rojo era la marca del poder aristocrático. Cuando una mujer quería seducir, se ponía rojo en las mejillas. En 1673, todas lo llevaban.
Bajo Luis XIV, el colorete se convirtió en el símbolo del amor, emancipación, pero también del adulterio, la impudicia.
Las mujeres se maquillan en extremo, sobrecargadas de blanco y de rojo. Todas las gamas del rojo explotan agresivamente. Los cosméticos de la época están compuestos por cerusa veneciana, sublimado, rojo de España, vinagre destilado o agua de flor.
El plomo blanco es de óxido de plomo (producto muy tóxico) que se pulveriza en la cara, el cuello, a veces los brazos y la garganta. En los comienzos del siglo XVIII, las damas que se destacaban por su belleza se maquillaban.

## Personalidades conocidas en la corte de Versalles

Luis XIV
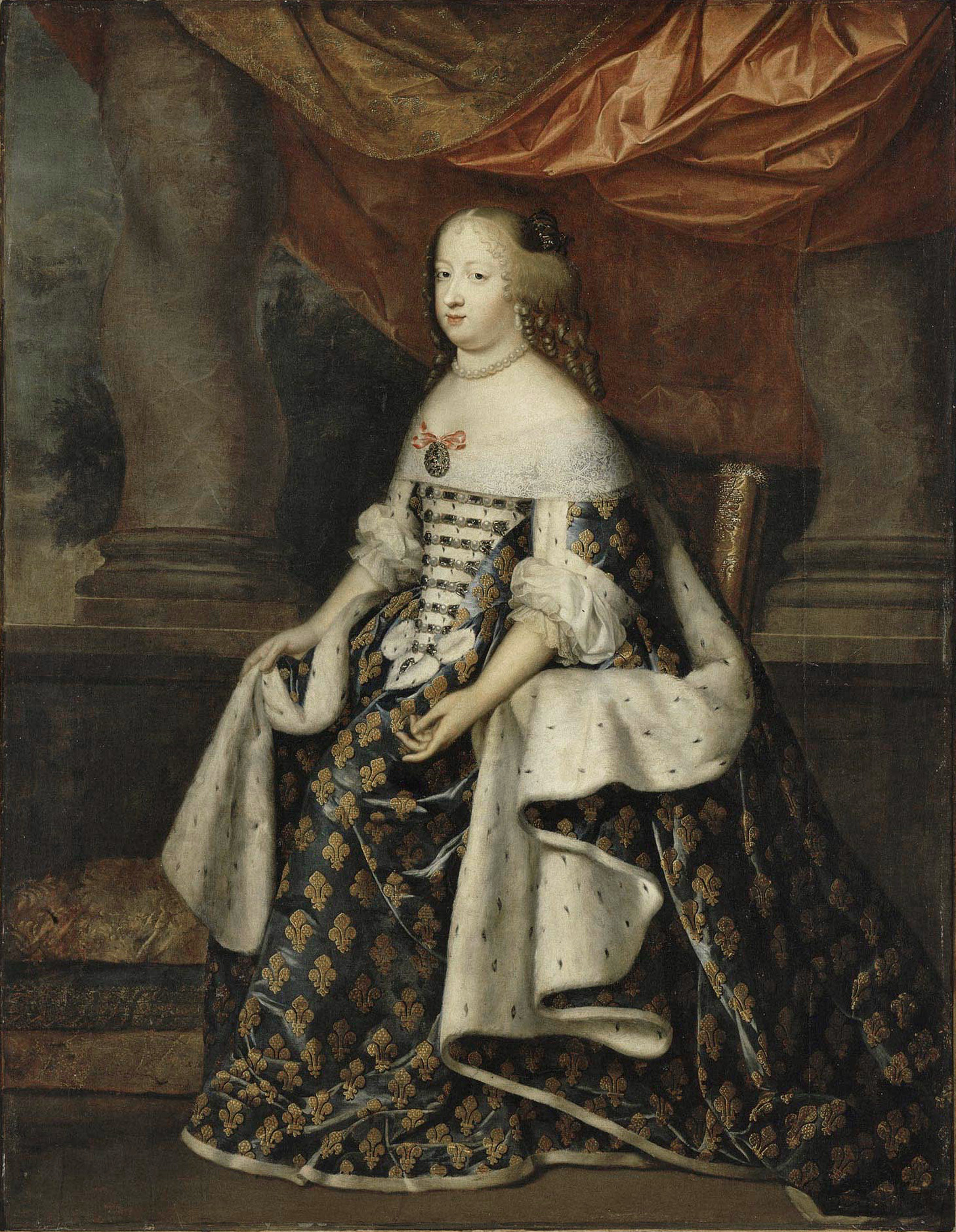
María Teresa de Austria
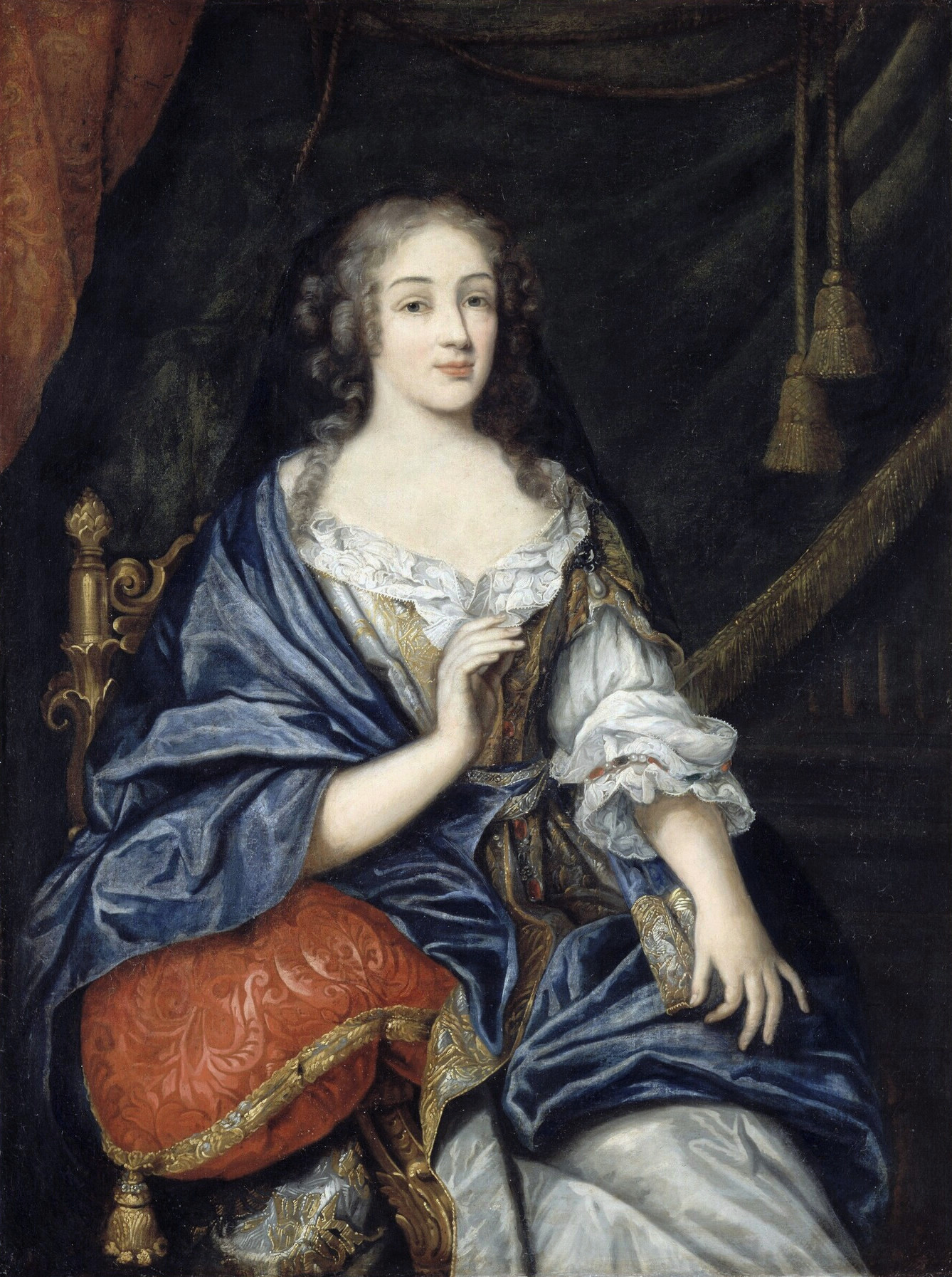
Mademoiselle de la Vallière
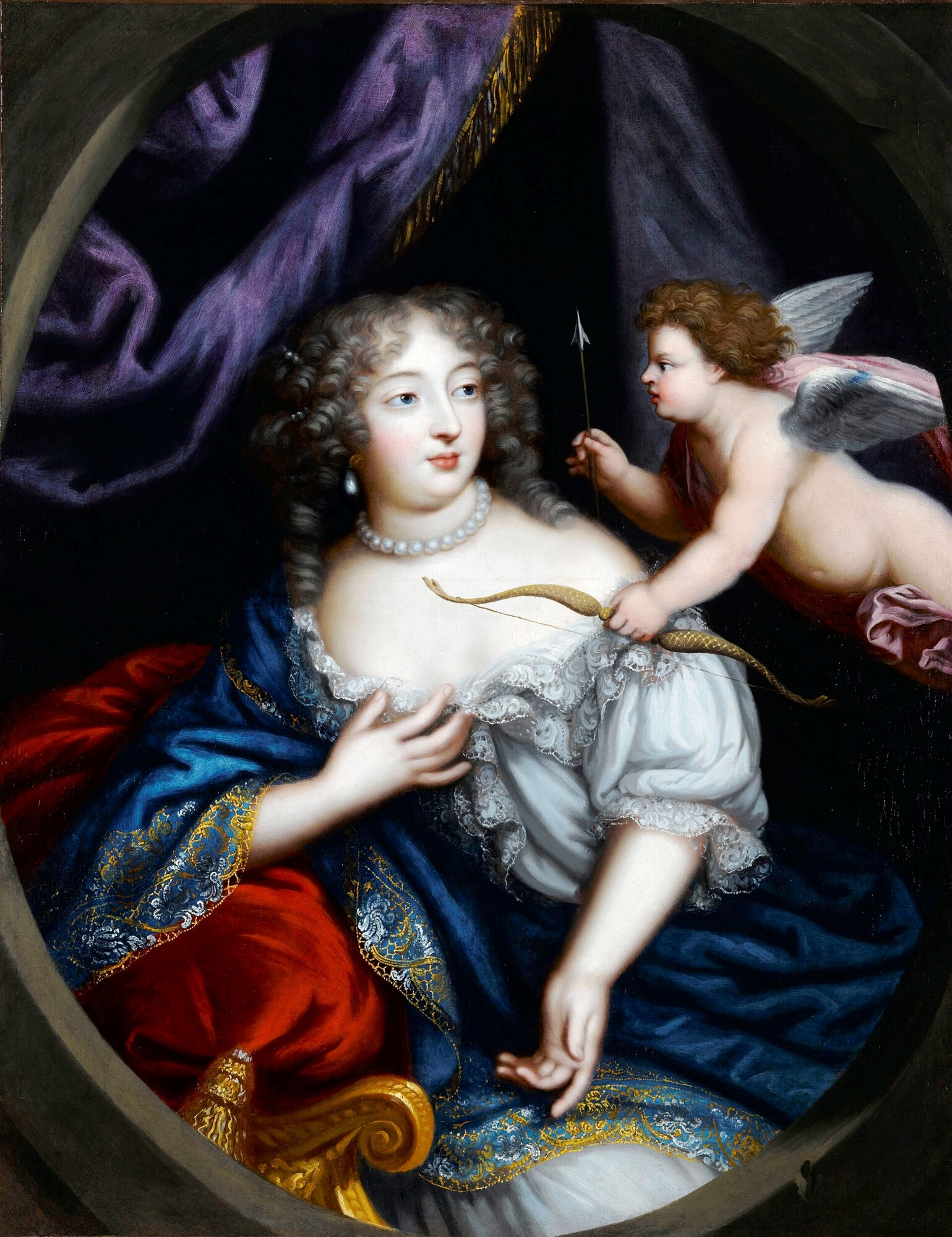
Madame de Montespan
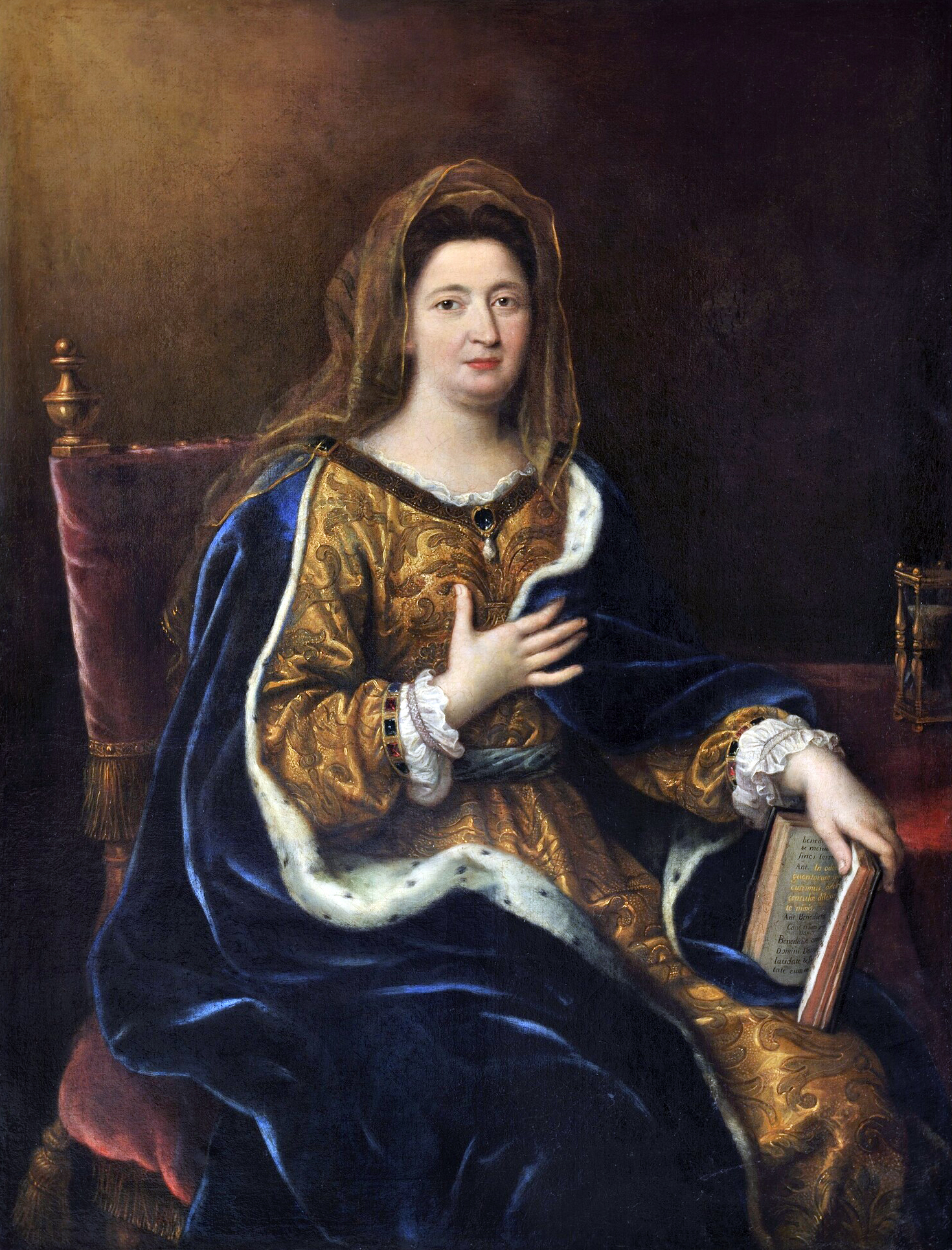
Madame de Maintenon
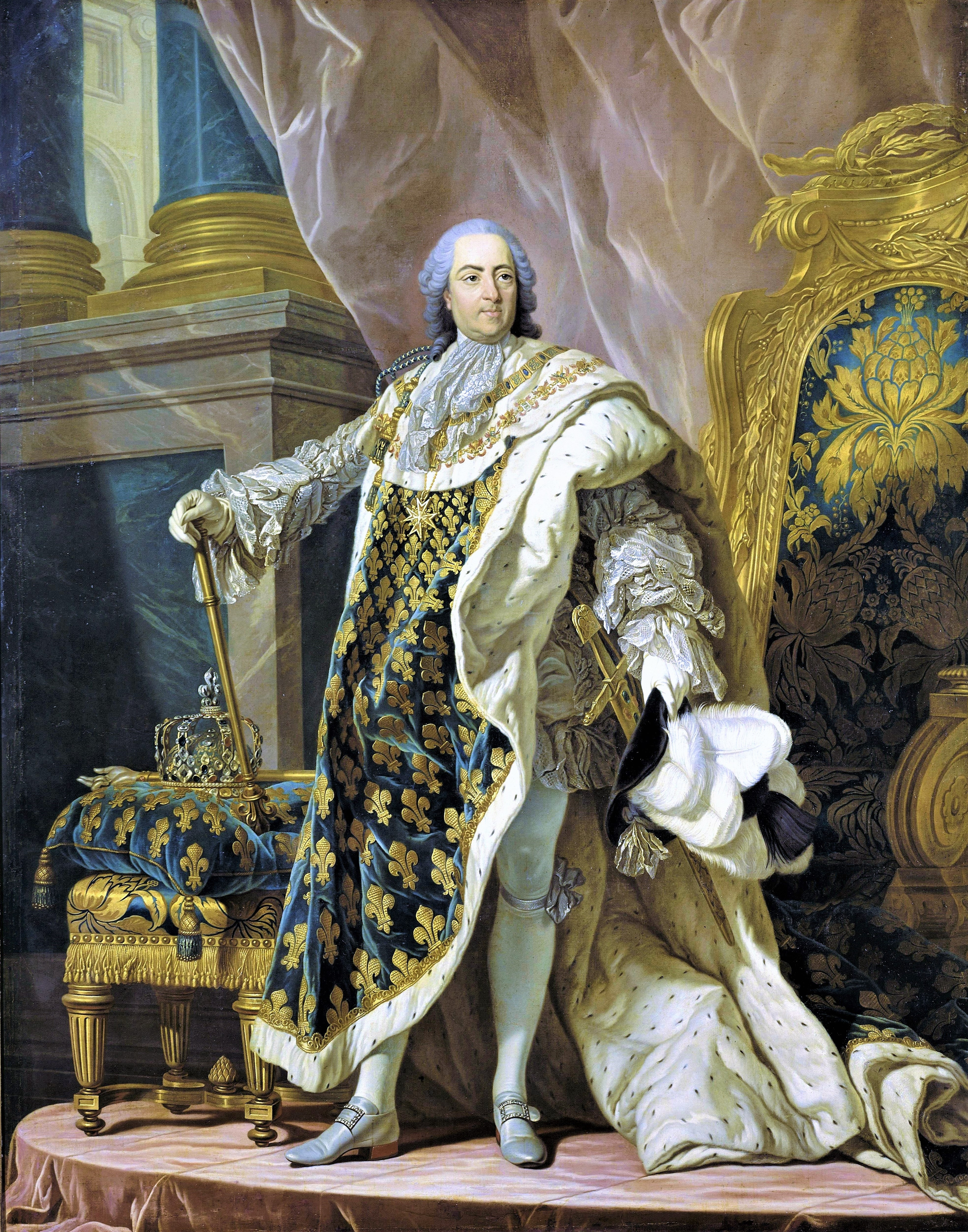
Luis XV
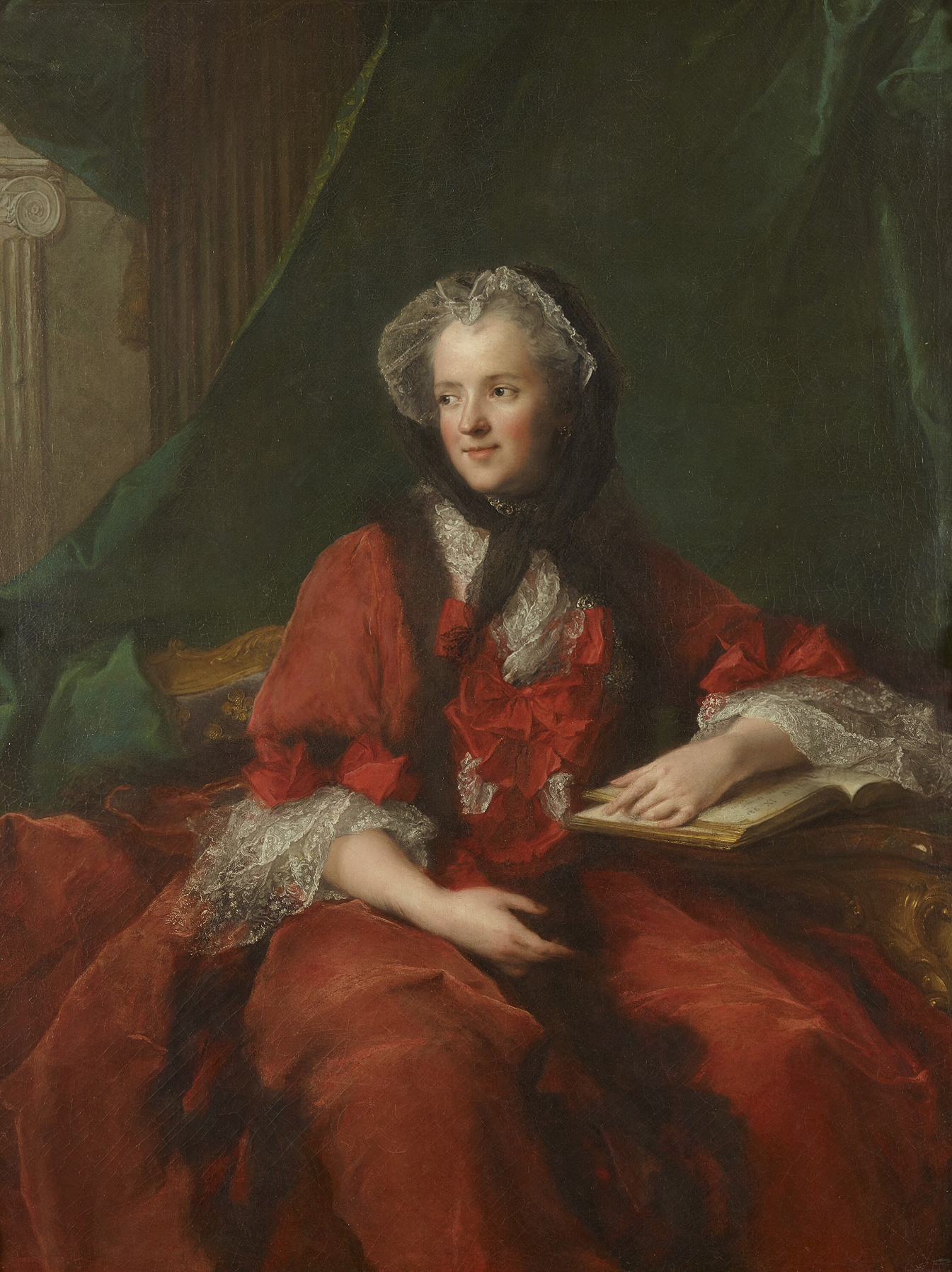
María Leszczyńska
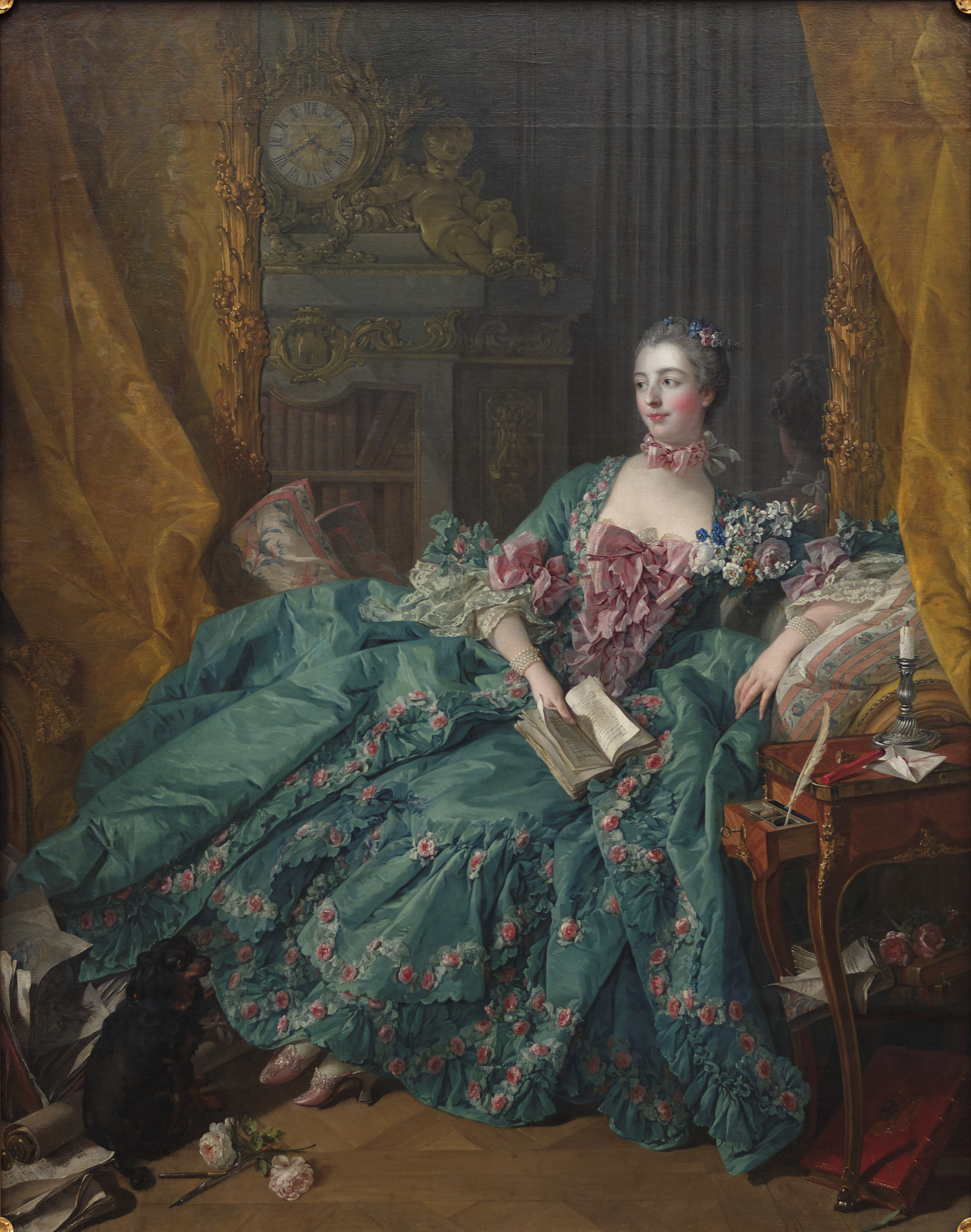
Madame de Pompadour
Madame du Barry
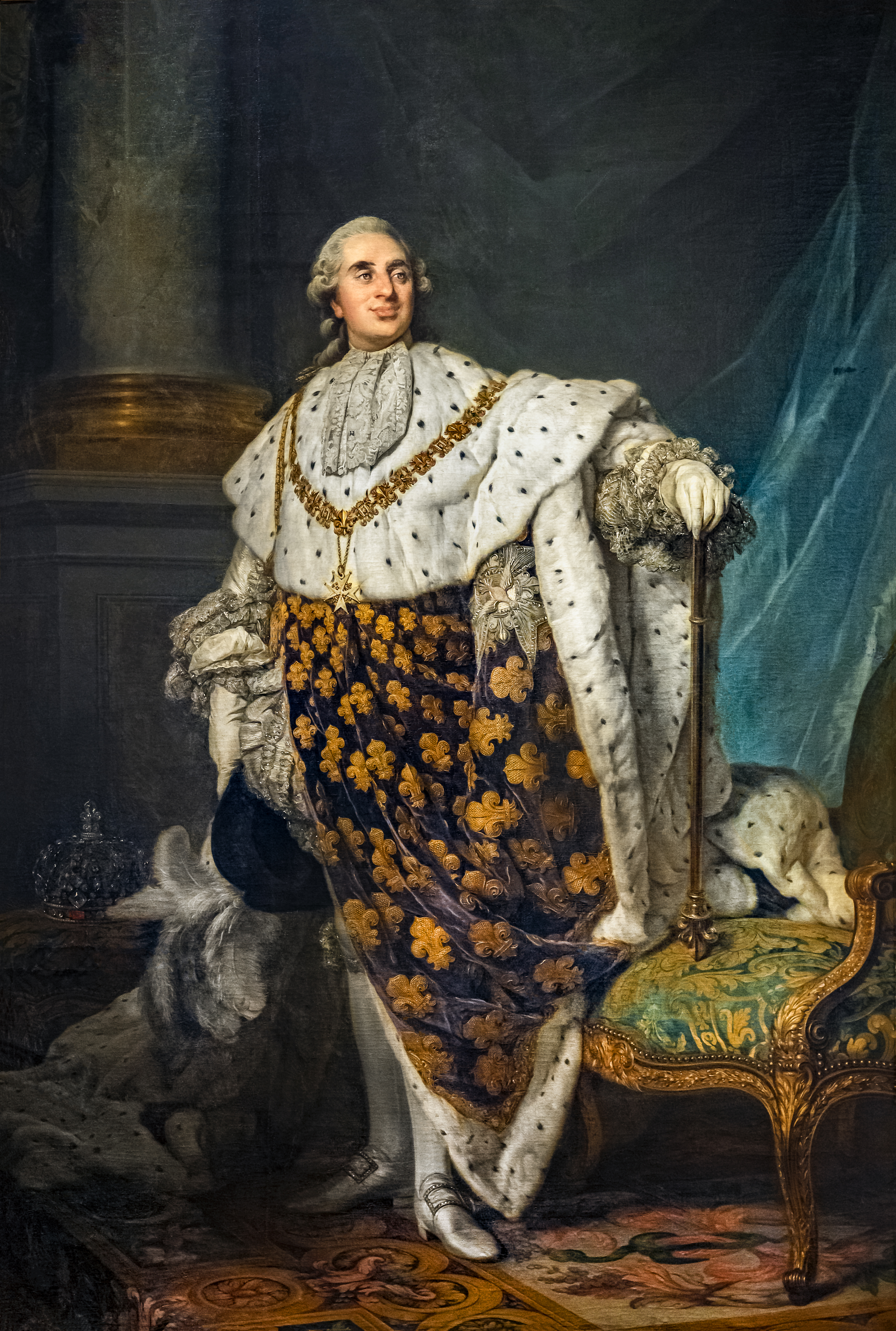
Luis XVI
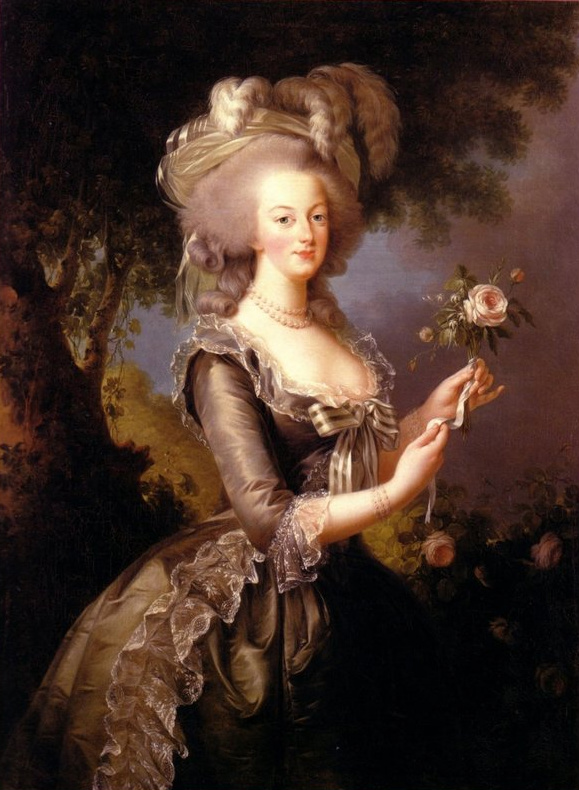
María Antonieta de Austria